# Alacranita
L'alacranita és un mineral de la classe dels sulfurs. Rep el seu nom d'Alacrán, la localitat xilena on va ser descoberta l'any 1985.

## Característiques
L'alacranita és un sulfur d'arsènic de fórmula química As₈S9. Cristal·litza en el sistema monoclínic, formant cristalls pinacoides, prismàtics i aplanats. La seva duresa a l'escala de Mohs és 1,5.
Segons la classificació de Nickel-Strunz, l'alacranita pertany a «02.FA: Sulfurs d'arsènic, àlcalis, sulfurs amb halurs, òxids, hidròxid, H₂O, amb As, (Sb), S» juntament amb els següents minerals: duranusita, dimorfita, pararealgar, realgar, uzonita, laphamita, orpiment, getchellita i wakabayashilita.

## Formació i jaciments
Es troba en filons hidrotermals d'arsènic i sofre. Sol trobar-se associada a altres minerals com: realgar, orpiment, arsènic, estibina, pirita, greigita, arsenopirita, arsenolamprita, esfalerita, acantita, barita, quars, calcita, uzonita o cinabri. La seva localitat tipus es troba a la mina Alacrán, a Alacrán (Província de Copiapó, Regió d'Atacama, Xile), on va ser descoberta l'any 1985.